# 邁爾賈西迪阿比德
36°00′12″N 1°00′37″E / 36.00333°N 1.01028°E
邁爾賈西迪阿比德（阿拉伯语：‎）是阿爾及利亞的城鎮，位於該國西北部埃利贊省，由瓦迪吉烏區負責管轄，面積67平方公里，海拔高度69米，2008年人口7,502人，人口密度每平方公里111人。